# Детство Горького
«Де́тство Го́рького» — советский полнометражный художественный фильм по первой повести из автобиографической трилогии Максима Горького. Вышел на экраны 18 июня 1938 года.
Роль Алёши Пешкова — единственная работа в кино Алексея Лярского.

## Сюжет
Фильм повествует о детстве русского и советского писателя Максима Горького.
После смерти отца мать и бабушка привозят Алёшу в дом деда — владельца небольшой красильной мастерской в Нижнем Новгороде. Дядья намерены жить отдельно, требуют от Василия Васильевича своей доли семейного имущества и холодно встречают приехавшую с ребёнком сестру.
Мальчик быстро осваивается в новом доме и близко сходится с Цыганком, молодым работником, мастерством которого восхищается дедушка Алёши. Яков и Михаил, дядья Алёши,  не любили Цыганка за его самостоятельный характер. Однажды Яков, Михаил и Цыганок несли большой тяжёлый крест, и так получилось, что в опасный момент Михаил и Яков отскочили, а Цыганок не успел и погиб, раздавленный крестом. Дядья радовались смерти Цыганка, поскольку дед всё время грозился отдать всё имущество Цыганку.
Через некоторое время дедушка оставил сыновьям мастерскую, а сам с женой и внуком переехал в новый дом. У Алексея появились друзья — ватага соседских ребят и парализованный мальчик Лёнька, для которого товарищи сделали тележку, чтобы изредка вывозить из дома.
Дела у деда шли всё хуже. Раздел мастерской, крах банка и преклонный возраст изменили жизнь бывшего успешного ремесленника, цехового старшины Василия Каширина. Старый мастер безуспешно пытался жить на деньги, вырученные от продажи нажитого за долгие годы добра. Невиданная ранее нужда заставила его забыть былую гордость, и он стал попрошайкой, перебивающимся случайной милостыней.
Алексей изо всех сил старался помочь бабушке, отдавая свои с трудом заработанные копейки. Некоторое время спустя жажда перемен заставила подростка распрощаться со ставшими родными местами и идти «в люди».

## В ролях
- Алексей Лярский — Алёша Пешков
- Варвара Массалитинова — Акулина Ивановна, бабушка
- Михаил Трояновский — Василий Васильевич Каширин, дед
- Елизавета Алексеева — Варвара Каширина-Пешкова, мать Алёши
- Вячеслав Новиков — Яков Каширин, дядя
- Александр Жуков — Михаил Каширин, дядя
- К. Зюбко — Григорий Иванович, мастер
- Даниил Сагал — Иван «Цыганок», подмастерье
- Сергей Тихонравов — «Хорошее дело», жилец Кашириных
- Игорь Смирнов — Лёнька
- Владимир Маслацов — один из дружной ватаги
- Константин Немоляев — юродивый
- Осман Абдурахманов — атлет в цирке

## Съёмочная группа
- Авторы сценария: Илья Груздев, Марк Донской
- Режиссёр: Марк Донской
- Оператор: Пётр Ермолов
- Художник: Иван Степанов
- Композитор: Лев Шварц
- Звукооператор: Николай Озорнов

## Награды
- 1941 — Сталинская премия 2 степени — вместе с фильмом «В людях» (1939)[2]
- 1955 — Премия имени Ричарда Уиннингтона за 1954 год на Международном кинофестивале в Эдинбурге[2]

## Дополнительная информация
- Фильм восстановлен на Киностудии имени М. Горького в 1977 году.
Режиссёр восстановления Георгий Шепотинник, звукооператор К. Амиров

- Фильм видел американский психолог, представитель второй волны психоанализа Эрик Эриксон. Почерпнув именно из фильма сведения о Максиме Горьком, Эриксон посвящает Горькому главу в книге «Детство и Общество» / Childhood and Society[3]